# Kawa rozpuszczalna

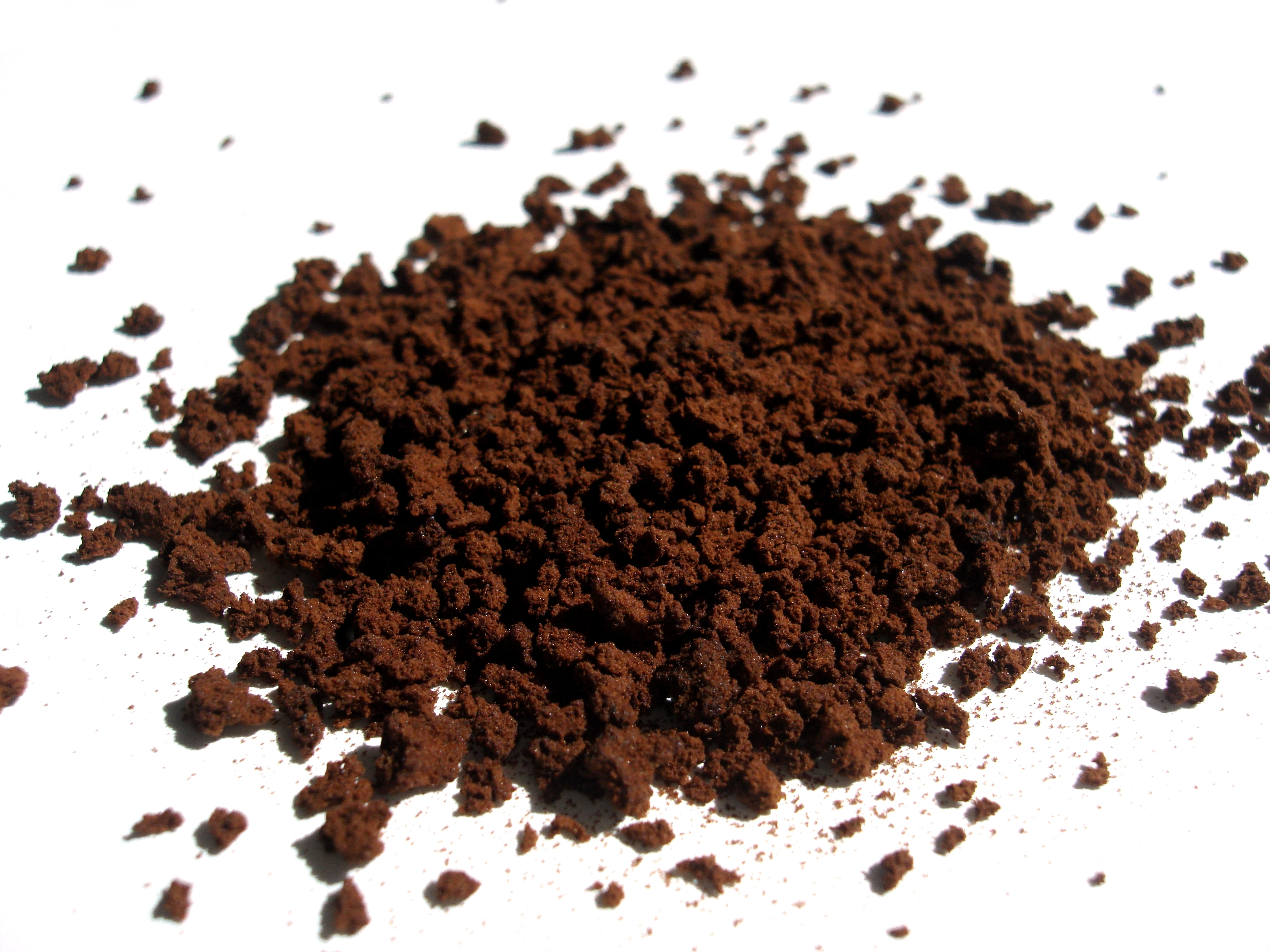
Kawa rozpuszczalna

Kawa rozpuszczalna – jeden z rodzajów kawy w formie osuszonego ekstraktu, przeznaczonego do bezpośredniego rozpuszczenia w wodzie.

## Produkcja
Surowcem do produkcji kawy rozpuszczalnej są ziarna kawowców, które – tak samo jak przy produkcji zwykłej kawy – pozbawia się łupin i praży. Kolejnym etapem jest mielenie ziaren i ekstrakcja ciśnieniowa wodą w temperaturze 175 °C. W zależności od producenta, stosuje się systemy ekstrakcji ciągłej w warnikach rurowych lub okresowej w autoklawach. Ekstrakt zagęszcza się następnie poprzez odparowywanie lub częściową liofilizację, a otrzymany koncentrat suszy jedną z dwóch metod:
- Przez dalszą liofilizację, połączoną z granulowaniem. Metoda ta zachowuje pełny aromat kawy, bo ekstrakt nie jest podgrzewany i zawarte w nim aromaty nie ulegają utlenianiu[2].
- Przy pomocy suszenia rozpyłowego: ekstrakt jest rozpylany, a woda odparowuje z niego w strumieniu gorącego (200–300 °C) powietrza. W metodzie tej otrzymuje się granulki o niskiej gęstości pozornej i łatwo rozpuszczalne – umożliwia ona też najbardziej masową produkcję[2].

## Historia

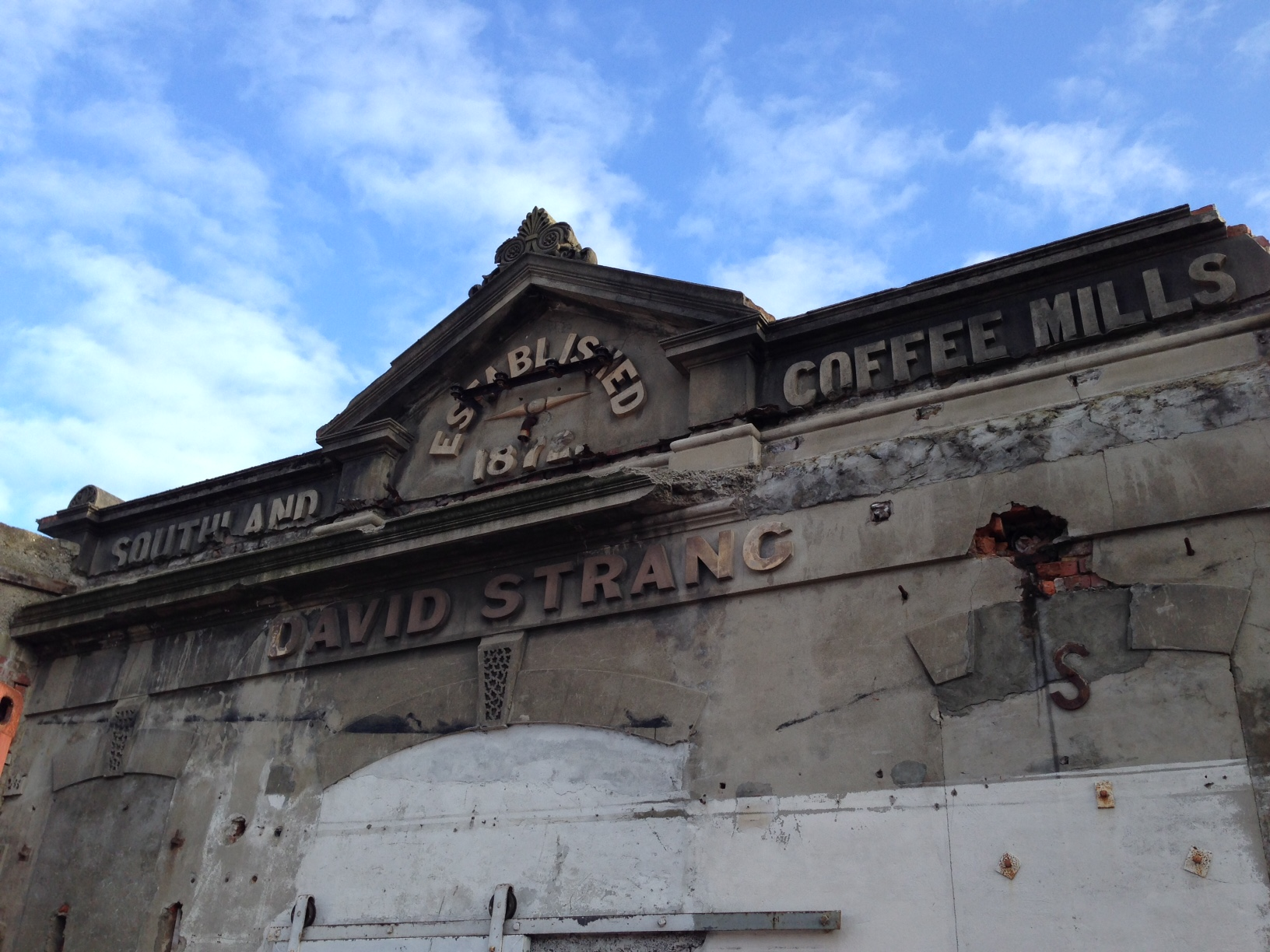
Zakłady D. Stranga, jednego z wynalazców kawy rozpuszczalnej

Wiele osób pretenduje do miana wynalazcy kawy rozpuszczalnej. W 1891 David Strang otrzymał w Nowej Zelandii patent nr 3518 na „rozpuszczalny proszek kawowy”, który następnie sprzedawał pod marką „Strang’s Coffee”. Płynny ekstrakt opatentowało przedsiębiorstwo R. Paterson & Son z Glasgow pod koniec XIX w. Z początkiem XX w. japoński chemik Satori Kato zaprezentował kawę rozpuszczalną w Chicago (była ona sprzedawana na Wystawie Panamerykańskiej w 1901 roku i opatentowana dwa lata później). W 1906 Cyrus F. Blanke z St. Louis wprowadził Faust Instant Coffee, a Federico Lehnhoff Wyld opracował niezależnie swoją metodę i założył firmę we Francji, która zbankrutowała w trakcie I wojny światowej.

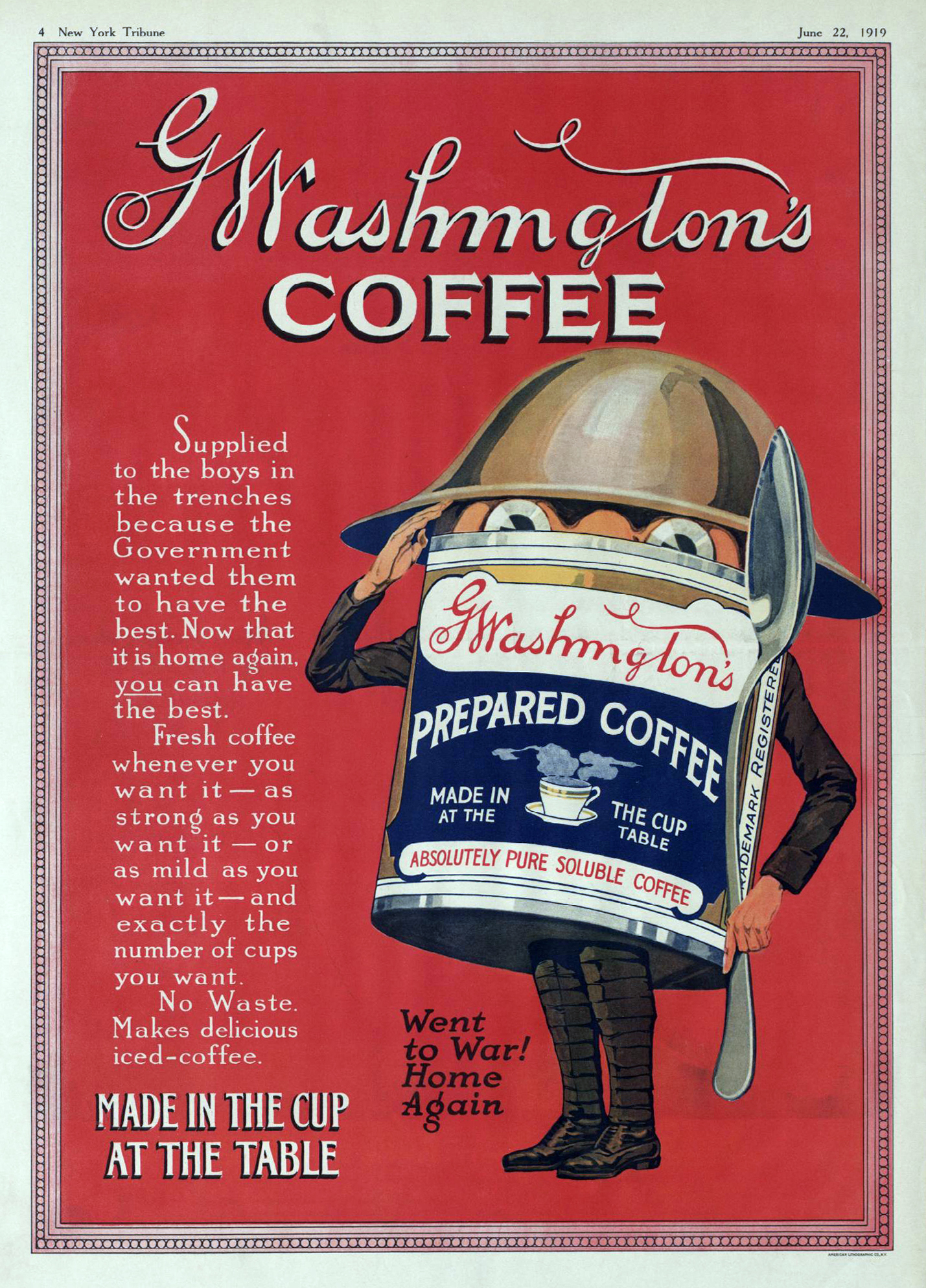
Reklama z 1919 roku kawy George Washington, która „wróciła z [pierwszej] wojny”; „kubek George’a” był bardzo popularny wśród amerykańskich żołnierzy frontu zachodniego

W 1906 belgijski przedsiębiorca z Gwatemali, George Washington, opracował swój sposób produkcji kawy rozpuszczalnej. W 1910, już jako naturalizowany obywatel amerykański, rozpoczął produkcję w Stanach Zjednoczonych i mimo niedoskonałości smakowych produktu, uzyskał znaczące sukcesy. Po przystąpieniu USA do I wojny światowej, cała produkcja jego przedsiębiorstwa, G. Washington’s Refined Coffee, została wykupiona na potrzeby amerykańskiej armii. Kawa rozpuszczalna, dzięki łatwości przyrządzania, cieszyła się wielką popularnością wśród żołnierzy w okopach. W 1918 US Army złożyła zamówienia na 37 tys. funtów kawy rozpuszczalnej dziennie, a cała amerykańska produkcja wynosiła 6 tys. funtów. Otworzyło to pole dla innych producentów – z których większość upadła, gdy koniec wojny położył kres zamówieniom rządowym. Firma Washingtona przetrwała, ale nie udało się jej stworzyć nowego, szerokiego rynku dla kawy rozpuszczalnej.
W 1938 Nestlé rozpoczęło produkcję kawy rozpuszczalnej metodą suszenia rozpyłowego, w miejsce dotychczasowego zatężenia w kotłach parowych. Markę Nescafé na rynek amerykański firma ta wprowadziła w roku 1939. W czasie II wojny światowej armia amerykańska ponownie przejęła całą produkcję kawy rozpuszczalnej – wśród głównych dostawców byli G. Washington, Nescafé i Maxwell House; paczuszki kawy w folii aluminiowej były od 1944 częścią jednodniowych racji żywieniowych typu K.